# سرزمین ماجراجویی (فیلم)
سرزمین ماجراجویی (به انگلیسی: Adventureland) فیلمی است محصول سال ۲۰۰۹ و به کارگردانی گرگ موتلا است. در این فیلم بازیگرانی همچون جسی آیزنبرگ، کریستن استوارت، رایان رینولدز، مارتین استار، بیل هیدر، کریستن ویگ، مارگاریتا لیویوا، جاش پایس و وندی مالیک ایفای نقش کرده‌اند.